# Gvozd (Sisak-Moslavina)
Pour les articles homonymes, voir Gvozd.
Gvozd est une municipalité située dans le comitat de Sisak-Moslavina, en Croatie. Le siège de la municipalité est situé à Vrginmost (renommé Gvozd de 1996 à 2012). Au recensement de 2011, la municipalité comptait 2 970 habitants, dont 66,53 % de Serbes et 32,02 % de Croates ; la localité la plus peuplée, Vrginmost, comptait 1 095 habitants.

## Localités
La municipalité de Gvozd compte 19 localités (au recensement de 2011):
| - Blatuša - 171 - Bović - 91 - Brnjavac - 93 - Crevarska Strana - 161 - Čremušnica - 103 - Dugo Selo Lasinjsko - 46 - Golinja - 38 - Gornja Čemernica - 142 - Gornja Trstenica - 88 - Vrginmost - 1095 | - Kirin - 52 - Kozarac - 122 - Ostrožin - 32 - Pješčanica - 161 - Podgorje - 150 - Slavsko Polje - 338 - Stipan - 50 - Šljivovac - 32 - Trepča - 5 |